# Parque nacional Söderåsen
El parque nacional Söderåsen (en sueco: Söderåsens nationalpark ) es un parque nacional ubicado en la provincia de Escania, al sur de Suecia. Ubicado en un horst, el parque con un área de 1625 ha, forma un relieve prominente en una región relativamente plana. Está cortado por profundos valles, entre los que destaca el de Skäralid, la principal atracción del parque.
Los humanos probablemente han habitado el área desde la Edad del Bronce y debido a la ocupación humana en los siglos XIX y XIX, se ha despejado buena parte de la superficie actual del parque. Sin embargo, varias áreas, especialmente en las laderas, han conservado su flora original y desde entonces el bosque ha recuperado el terreno perdido. Hoy en día, la mayor parte del área del parque está cubierta de bosque caducifolio y, por lo tanto, constituye uno de los bosques caducifolios protegidos más grandes de los países nórdicos. Este bosque alberga una flora particularmente rica, especialmente en las zonas donde el suelo está formado por diabasas donde la vegetación se vuelve exuberante. La fauna del parque también es significativa, en particular las aves y los insectos.
Establecido en 2001, el parque nacional es hoy en día una de las atracciones más visitadas de todo el país, especialmente gracias a su proximidad a varias ciudades importantes de Suecia y Dinamarca.

## Geografía

### Ubicación y límites
El parque nacional Söderåsen se encuentra en la provincia de Escania, la región más al sur de Suecia. Cubre un área de 1625 ha, a caballo entre el municipio de Svalöv y el de Klippan. Por lo tanto, se encuentra cerca de varias de las principales ciudades suecas, tales como: Helsingborg, situada treinta kilómetros, también de Lund y Malmö, respectivamente 8.ª, 11.ª y 3.ª  ciudad más grande del país. Además, gracias a la apertura del Puente Øresund y la línea de ferry Helsingborg- Helsingør, el parque es fácilmente accesible desde la región de la capital danesa, donde se encuentra Copenhague en particular. La carretera nacional 13, que conecta Ystad con Ängelholm, recorre el límite norte del parque y proporciona acceso a las distintas entradas al parque.

### Relieve

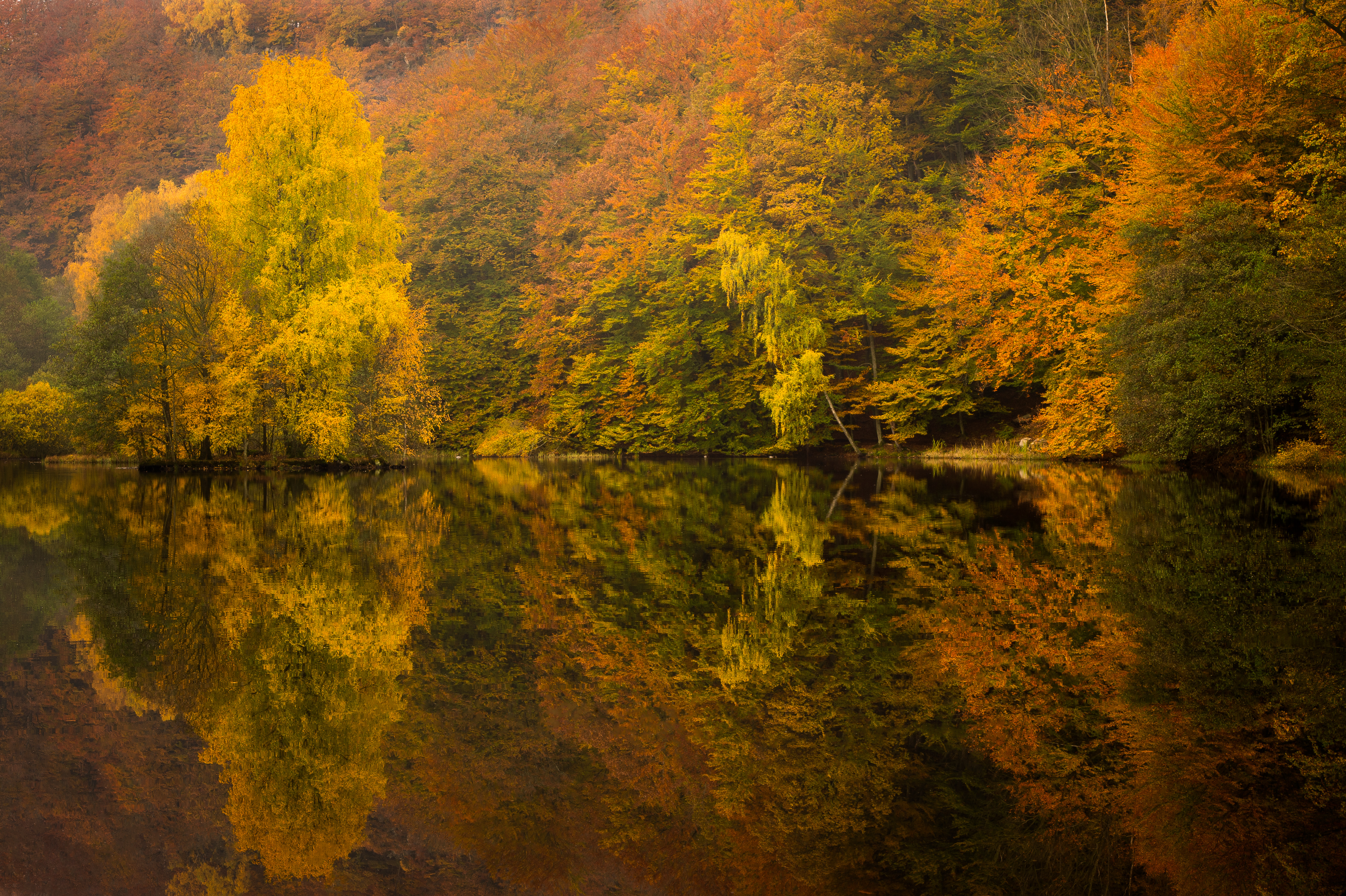
El valle de Skäralid en otoño.

El parque cubre la parte oriental del horst de Söderåsen (que significa la cresta sur ). Este horst constituye un relieve prominente en Escania, una región relativamente plana de baja altitud. Este efecto se ve acentuado por el hecho de que los bordes del horst son muy claros, el relieve se eleva bruscamente. Esto es especialmente visible en el borde noreste del parque, que también forma el borde noreste del horst. El macizo de Söderåsen constituye una meseta, que culmina a 212 m, en Magleröd, lo que convierte a este el punto en el más alto de Escania. En el propio parque nacional, la altitud alcanza unos 200 m. La meseta está profundamente cortada por varios valles, que a veces forman verdaderos cañones, como el valle de Klova hallar (85 m de desnivel), fuera del parque, o el valle de Skäralid (75 m), este último es la principal atracción del parque. El valle de Skäralid está dominado por el mirador de Kopparhatten, a unos 150 m sobre el nivel del mar.

### Clima
El parque tiene, como todo el sur de Suecia, un clima oceánico ( clima continental húmedo del tipo Dfb según la clasificación de Köppen ), con temperaturas relativamente suaves, principalmente gracias a la influencia de la corriente del Golfo. Aunque la altitud de Söderåsen es moderada, sigue siendo un obstáculo, lo que implica que la cantidad de lluvia (en el rango de 800 a 900 mm ) es significativamente mayor que en las llanuras vecinas, un fenómeno que se presenta también en otros horsts en la región. Estas cantidades se distribuyen de manera relativamente uniforme a lo largo del año, aunque la primavera es generalmente más seca. Debido a las temperaturas, la precipitación puede ocurrir como nieve en invierno, pero la capa de nieve dura en promedio menos de dos meses.

### Hidrografía

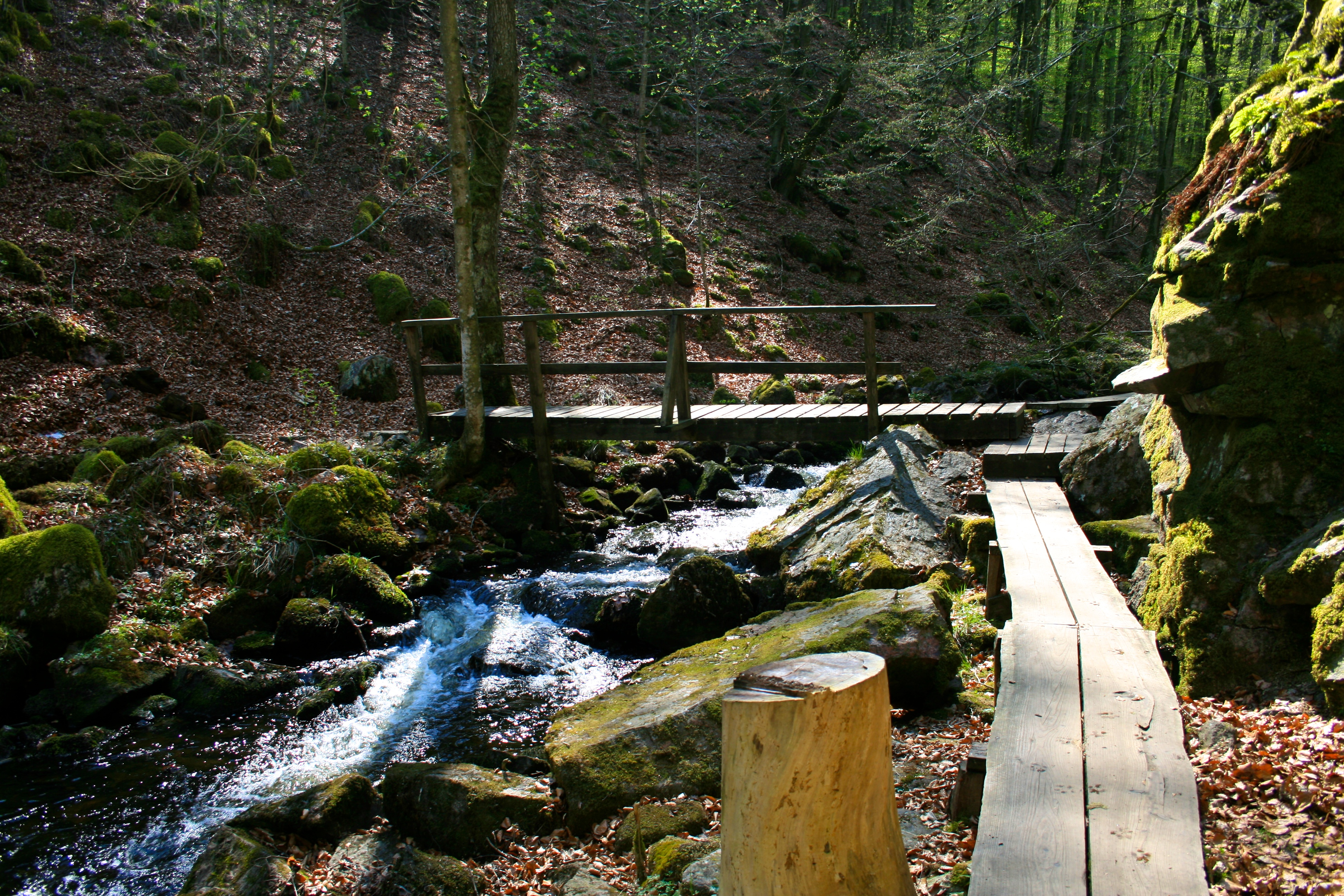
Pequeña cascada en un afluente del Skärån

Todos los ríos del parque forman parte de la zona de captación del río Rönne å. Debido a las fuertes lluvias, muchos arroyos cruzan el horst. Los valles están orientados principalmente al noreste. El valle principal del parque es el valle del río Skärån, este último surge de la confluencia de los arroyos Kvärkabäcken y Dejebäcken. Hay una presa en el curso del río, cerca de la entrada principal al parque, que creó el pequeño lago artificial de Skärdammen. En la entrada sur del parque se encuentra el valle de Nackarpsdalen y el lago Odensjön. Este último es el único lago natural del parque, con una profundidad de 20 m.

## Geología

### Formación
El horst se formó hace unos 150 millones de años, lo que corresponde al período Jurásico. Su formación está ligada a las fallas de la zona de Tornquist, que separan el escudo escandinavo, en el norte, del resto de Europa. Esta zona tectónica es la más larga de Europa, se extiende desde el Mar del Norte hasta Polonia, y atraviesa en particular la isla de Bornholm y ia, a lo largo de un eje dominante noroeste-sureste. La actividad de estas fallas durante el Jurásico causó la elevación relativa del horst de Söderåsen y el hundimiento del bloque que actualmente alberga el lago Ringsjön, al sur de Höör. Varios otros horsts similares se encuentran en Scania, paralelos al de Söderåsen, como Romeleåsen en el sur o Linderödsåsen en el norte; el horst de Kullaberg es una continuación del horst de Söderåsen.
Las rocas del parque son principalmente gneises resultantes de las transformaciones metamórficas del basamento granítico precámbrico, que probablemente tuvo lugar hace 1800 millions años También se encuentran anfibolitas, diabasas y basalto, provenientes de varios eventos volcánicos pasados. Así, las diabasas, que se encuentran en particular en las fisuras orientadas al noroeste del sureste, fueron fechadas al comienzo del Pérmico ( −290 Ma ), mientras que los bloques de basalto datan con mayor frecuencia del comienzo del Jurásico ( −200 Ma ). Sin embargo, algunos basaltos son más recientes, en particular, las columnas de basalto visibles en Rallate, al sur de Skäralid, cerca del límite noreste del parque, que datan de hace unos 110 millions años. Estos episodios volcánicos se interpretaron como una fusión parcial de la astenosfera debido a la descompresión ligada a la actividad tectónica de las fallas.

### Erosión

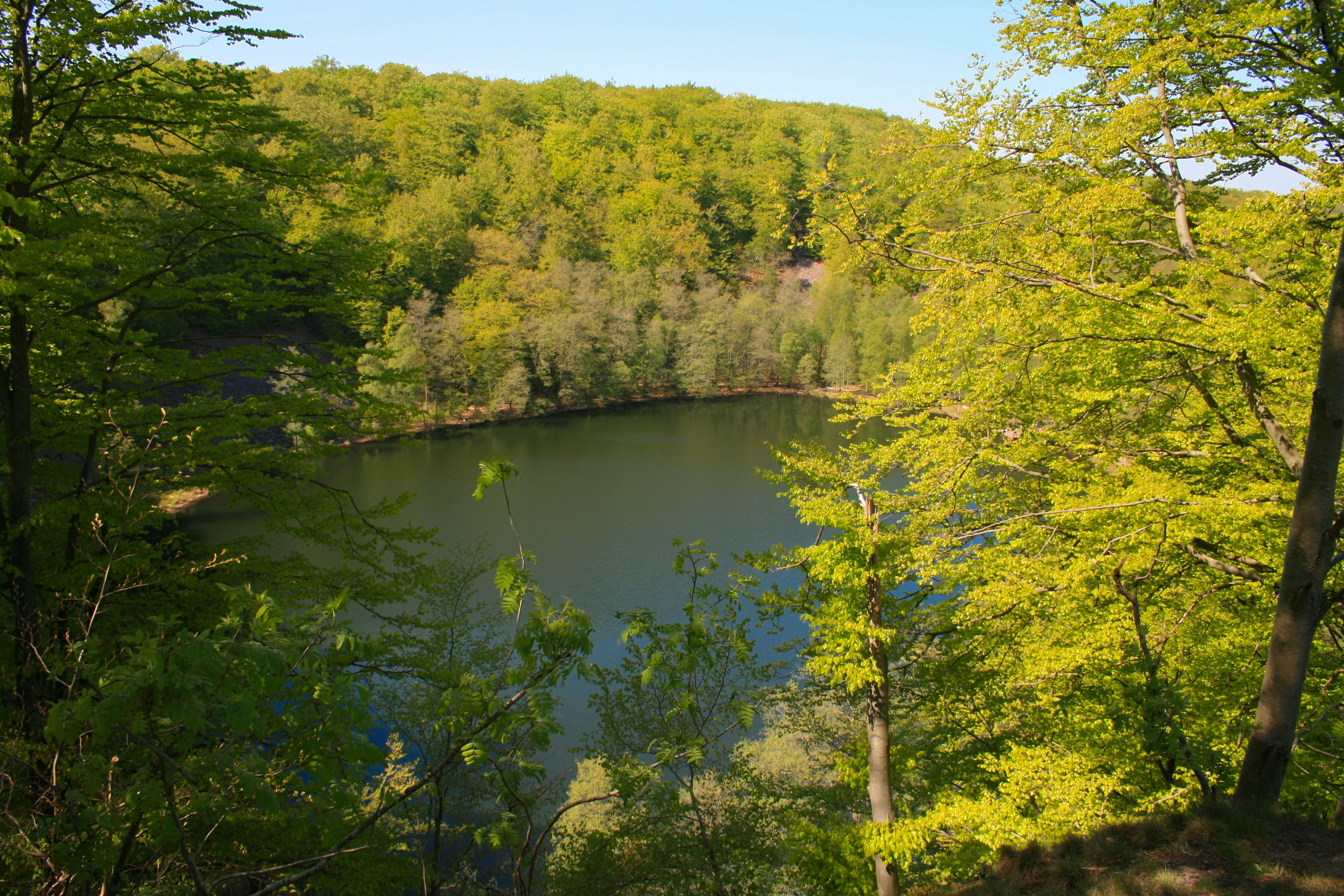
Lago Odensjön, ubicado en un circo glaciar profundizado en el período periglacial

Ha habido muchas discusiones para explicar la formación de los tres cañones principales de Söderåsen (Klova se halla fuera del parque y Skäralid y Odensjön en el parque). La interpretación más reciente es que, durante la formación del horst, aparecieron algunas pequeñas fracturas, que posteriormente fueron profundizadas por la erosión del río. Posteriormente, el macizo sufrió cuatro periodos glaciares que lo erosionaron gravemente. Antes del máximo de la glaciación, los valles habrían sufrido una erosión periglaciar, con restos de hielo a nivel local, creando estructuras de tipo circo glaciar. Estos pequeños glaciares pudieron formarse en gran medida porque los valles los protegían de los rayos del sol, aunque todavía no eran tan profundos como hoy. Antes de las grandes glaciaciones, la nieve se acumulaba en los valles, lo que protegía el relieve durante la fase más fría de la glaciación, cuando la capa de hielo cubría toda la región, como ocurrió durante la glaciación de Weichsel. Cuando la capa de hielo se retiró, se reanudaron las condiciones periglaciales y la erosión del valle se reanudó con ella. Esta teoría explica, en particular, la formación del lago Odensjön, cuyo "desbordamiento" se interpreta por estos pequeños "parches" de hielo, que erosionan la roca muy localmente y crean pequeñas morrenas en sus frentes.
Numerosos vestigios de esta erosión durante el período periglacial se encuentran en casi todas partes de los valles, con un gran número de circos y taludes, debido a la sucesión de heladas y deshielos.

## Medio natural

### Fauna silvestre

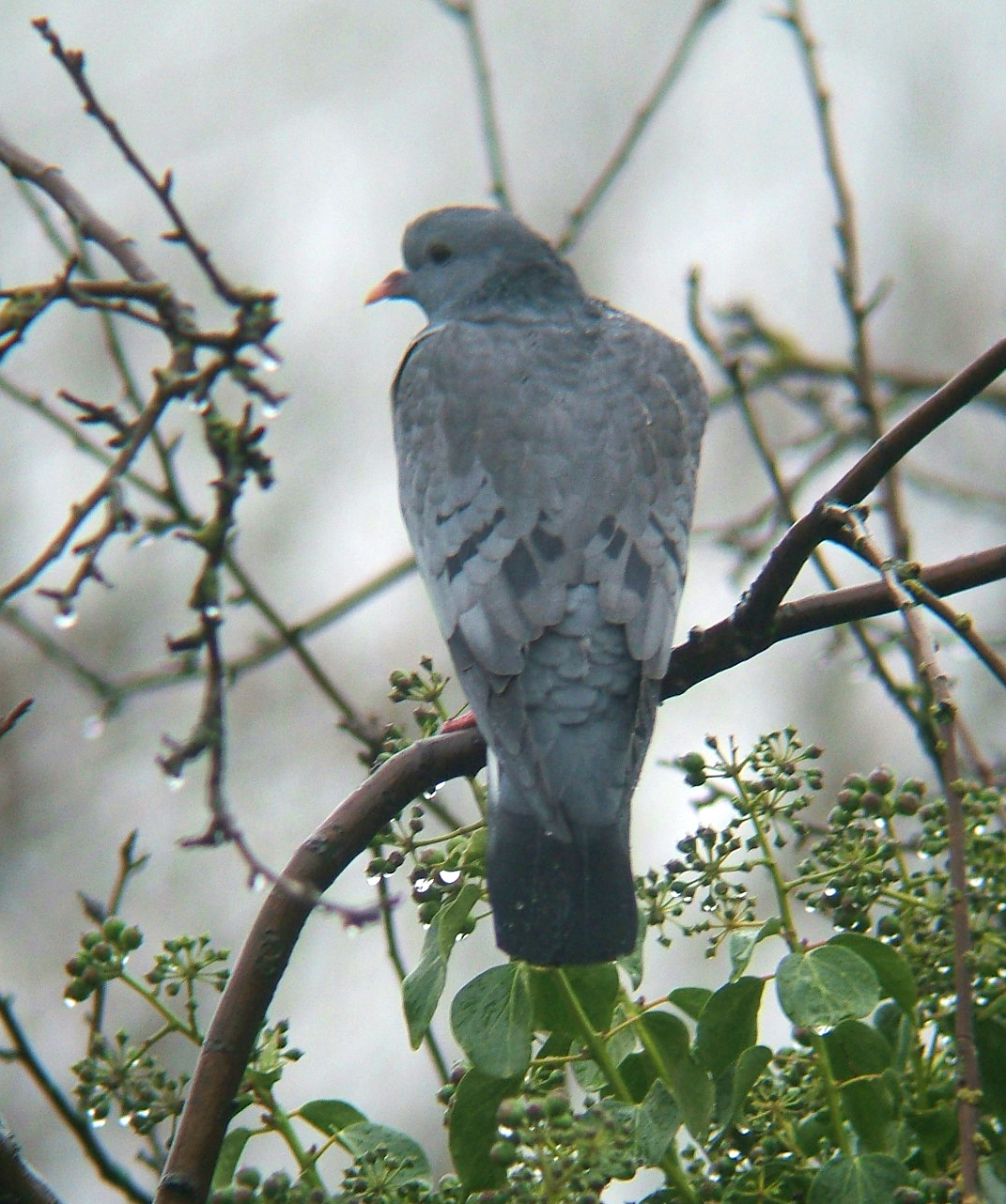
Una paloma común, que se puede encontrar en el logotipo del parque.

En el parque viven varias especies de mamíferos característicos de los bosques suecos. Los grandes mamíferos incluyen, por ejemplo, corzo (Capreolus capreolus) gamos (Dama dama) también alce (Alces alces) jabalíes (Sus scrofa) y zorros. Los pequeños mamíferos también están bien representados, con muchos ratones de campo, liebres ( Lepus europaeus ) y tejones ( Meles meles ), así como turones ( Mustela putorius ) y ardillas rojas ( Sciurus vulgaris ). También hay varias especies de murciélagos, en particular el murciélago ribereño ( Myotis daubentonii ), a menudo visible cerca del agua, o el murciélago bigotudo ( Myotis mystacinus ), murciélago orejudo dorado ( Plecotus auritus ) y murciélago norteño ( Eptesicus nilssonii ).
Si la meseta no ofrece un terreno particularmente favorable para las aves, los valles tienen por el contrario una rica avifauna.  Las principales especies encontradas son especies que gustan de los bosques caducifolios, como el pájaro carpintero manchado ( Dendrocopos minor ), el picogrueso picapiedras ( Coccothraustes coccothraustes ), el arrendajo de los robles ( Garrulus glandarius ), el trepador azul común ( Sitta europaea ), el agateador norteño (Certhia familiaris) el mosquitero silbador Phylloscopus sibilatrix) el bisbita (Anthus trivialis) y el pinzón (Fringilla coelebs. También se encuentran cada vez más hongos ( Phylloscopus collybita ), una especie que no se encontraba anteriormente en la región. Las aves de presa también anidan en el parque, el más corriente es el ratonero común (Buteo buteo), el cárabo( Strix aluco), el búho chico Asio otus el halcón abejero (Pernis apivorus), el azor También se encuentran palomas torcaces ( Accipiter gentilis ) y elmilano ( Milvus milvus ).
El parque Söderåsen alberga varias especies de insectos que no se encuentran en ningún otro lugar de los países nórdicos, lo que se debe en particular a la presencia de hayas comunes en una gran área continua. La conservación de estas especies se ve favorecida por el hecho de que la madera muerta ya no se extrae, proporcionando así un hábitat ideal. Los insectos más comunes son el escarabajo ciervo ( Lucanus cervus ) y varias especies de Tenebrionidae, Anobiidae y gusanos de alambre.
En el río Skärån se pueden encontrar truchas marrones ( Salmo trutta fario ), foxinos ( Phoxinus phoxinus ) y lampreas ( Petromyzontidae ). Las aguas también tienen Plecoptera, muchos de los cuales están clasificados como amenazados en la Lista Roja de la UICN debido a la contaminación del agua. Cerca de la presa de Skärån se pueden encontrar varias especies de anfibios, como el sapo común ( Bufo bufo ), la rana común ( Rana temporaria ), el tritón crestado ( Triturus cristatus ) y el tritón común ( Lissotriton vulgaris ). El lago también contiene varias especies de peces que han sido introducidas por los humanos, como la perca común ( Perca fluviatilis ), el lucio norteño ( Esox lucius ), el rape ( Lota lota ), el rutilo ( Rutilus rutilus ), la tenca ( Tinca tinca ), la trucha arco iris ( Oncorhynchus mykiss ) y anguila europea ( Anguilla anguilla ).

## Historia

### Protohistoria y Edad Media
Los rastros más antiguos de actividad humana en el parque son rastros de talla en la piedra arenisca del valle de Ugglerödsdalen, que datan del Neolítico. En ese momento, los hombres se asentaron principalmente en las llanuras circundantes, y muy pocos se aventuraron en el bosque de Söderåsen. No fue hasta la Edad del Bronce cuando los hombres comenzaron a talar el bosque. Entonces probablemente se trataba de una agricultura nómada: la tierra se despejaba y luego se cultivaba durante unos años. Cuando la cantidad de nutrientes en el suelo se volvía demasiado baja, y en ausencia de fertilizante, el campo era abandonado y luego se limpiaba otra parcela. Por todo el parque se han encontrado cairns o muros de piedra que datan desde finales de la Edad del Bronce hasta principios de la Edad del Hierro. Los muros se construyeron principalmente alrededor de los campos, para evitar la entrada de animales salvajes. A partir de la Edad del Hierro, la agricultura también se desarrolló en las laderas menos empinadas, gracias a sistemas de terrazas.
Los primeros asentamientos fijos de la zona parecen datar de la época vikinga o de la temprana Edad Media nórdica. Entonces, por ejemplo, se construyó la iglesia de Röstånga en el XIII, en el extremo oriental de Söderåsen. Además, la toponimia de la región incluye muchos nombres que terminan con " arp ", " torp ", " rojo "Y" vara », Que son característicos de estos períodos. Hasta el siglo XIV, la región experimentó un crecimiento demográfico significativo, que está ilustrada en el parque por un gran número de cairns de este período.

### Explotación forestal

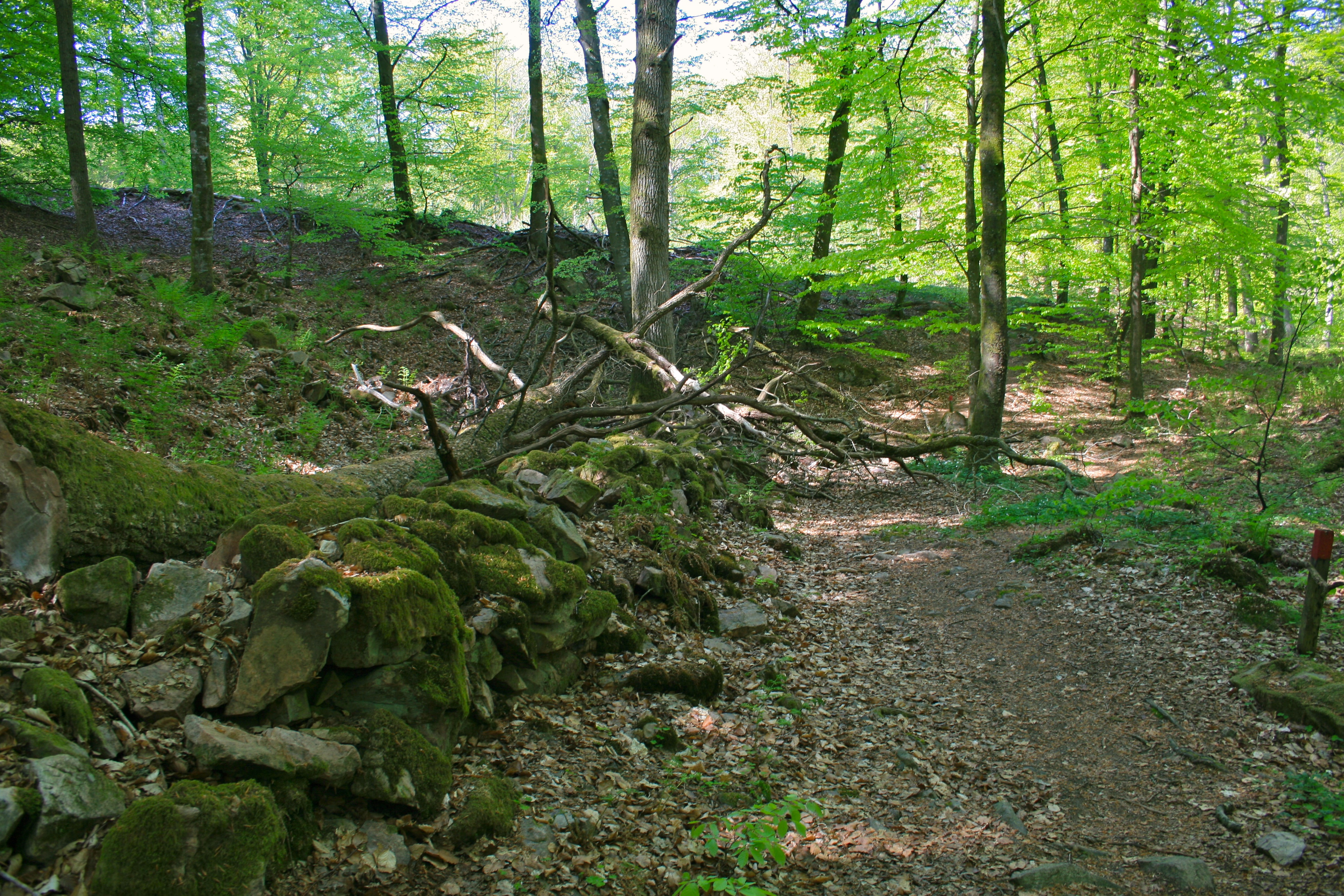
Un antiguo muro de piedra, cerca de Odensjön

El mapa más antiguo de la zona data de 1664 e indica que Söderåsen estaba cubierto principalmente de haya común, pero también había alisos, abedules, sauces y avellanos. En ese momento, los agricultores tenían derecho a disponer del bosque a su conveniencia, con la excepción de los bosques de hayas. Esto se debe a que las hayas producían hayucos, que eran importantes para la alimentación de cerdo, y el rey podría decidir la cantidad de cerdos se les permitía a los agricultores para que pastasen en el bosque. Los cerdos solían dejarse en el bosque en invierno para que se alimentasen de hayucos y, para controlarlos, se ubicaron varias casas en el parque, cuyas ruinas aún son visibles hoy, como en el valle de Skäralid. El siglo XVIII marcó un aumento significativo de la población. Como los suelos son a menudo pobres para la agricultura, la principal fuente de ingresos de los agricultores era la ganadería. Con el aumento de las áreas de pastoreo y la creciente necesidad de materiales de construcción, Söderåsen se convirtió cada vez más en una vasta pradera. En ese momento se construyeron muros de varios kilómetros de largo para marcar los límites de la propiedad o para evitar, una vez más, que los animales se alimentaran de los cultivos.
Este proceso se acentuó aún más en el XIX y el área de bosque probablemente alcanzó su mínimo a mediados siglo XIX, centrándose principalmente en pendientes. Sin embargo, en 1893 se prohibió el pastoreo en el bosque. A partir de 1910 se comenzaron a plantar abetos, y la tala del bosque fue particularmente importante durante la Primera Guerra Mundial y la Segunda Guerra Mundial, y la madera se utilizó mucho como combustible. Desaparecieron así los pastos, sustituidos por bosques de abetos en las alturas de la meseta, mientras que el bosque caducifolio reconquistaba los valles.

### Creación del parque

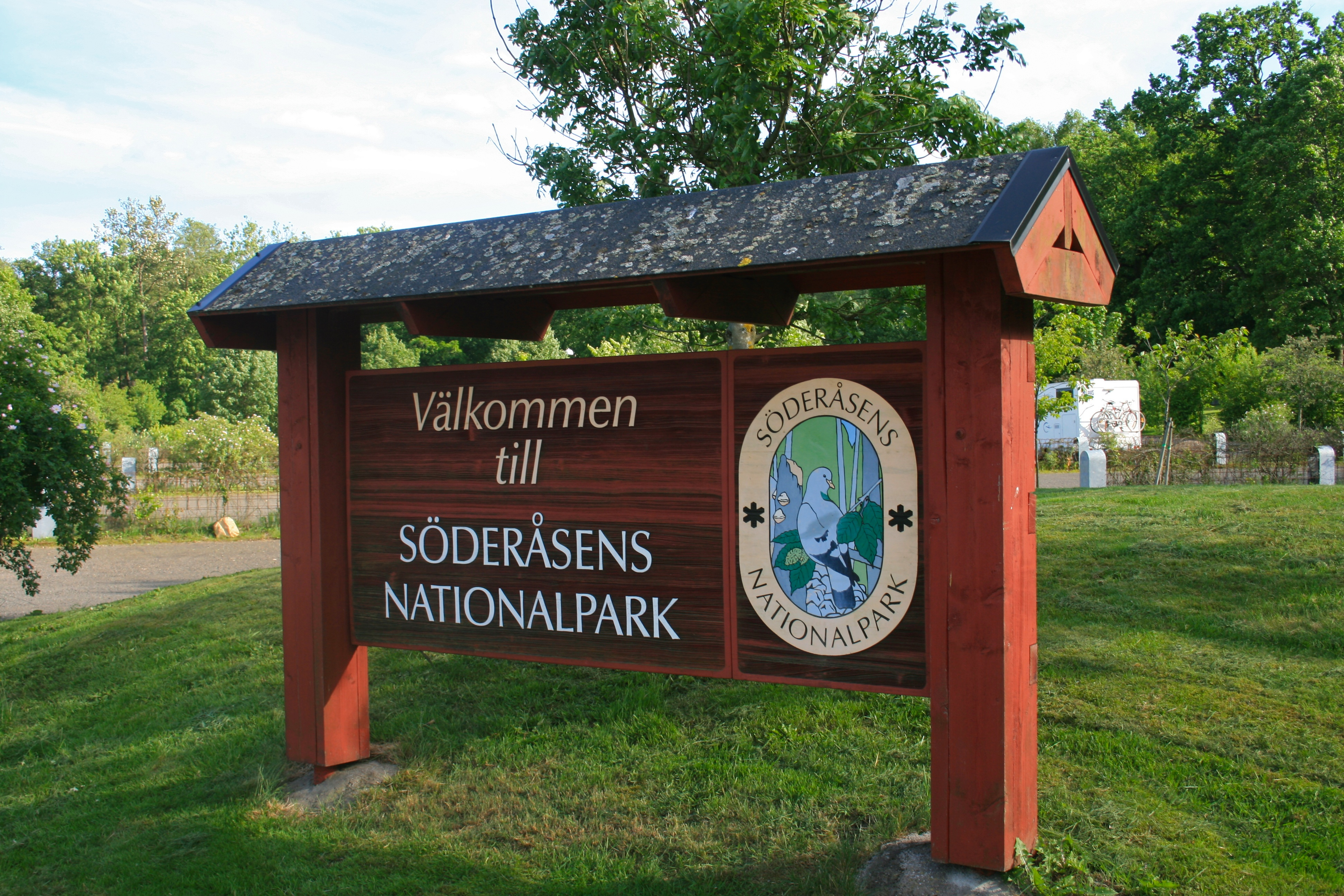
El panel " Bienvenido al parque nacional de Söderåsen », En la entrada principal del parque

El turismo comenzó a desarrollarse en Söderåsen a finales del XIX. En 1892, se construyó una línea de ferrocarril (que después se cerró), que conecta Röstånga y Skäralid con, por ejemplo, Malmö y Helsingborg, lo que permitió a muchos turistas venir y disfrutar de la naturaleza de Söderåsen. Se construyó una pista de baile en Nackarpsdalen y se vendían bebidas em Kopparhatten en un cobertizo, que más tarde se convirtió en un restaurante con pista de baile. En la entrada actual del parque, se construyó un hotel de madera en 1906, luego la presa de Skärdammen en 1929, permitiendo a los turistas del hotel pescar en el Skärån.

preservar una gran área contigua de los paisajes horst del sur de Sueciaen un estado relativamente intacto.

### Restauración del bosque caducifolio
Entre junio de 2002 y diciembre de 2006, el condado de Skåne emprendió un proyecto de restauración del bosque caducifolio del parque nacional de Söderåsen, con el apoyo del programa LIFE de la Unión Europea para el medio ambiente. De hecho, en el pasado se explotó el bosque y, por razones económicas, se plantaron diversas especies arbóreas no endémicas, en particular la picea común ( Picea abies ) o más localmente el arce ( Acer pseudoplatanus ), roble rojo americano ( Quercus rubra ), alerce europeo ( Larix decidua ), cedro occidental ( Thuja occidentali ), abeto de Douglas ( Pseudotsuga menziesii ) y abeto de Nordmann ( Abies nordmanniana ). Estas especies que no son endémicas, se decidió eliminarlas. El objetivo es la eliminación progresiva de las piceas a lo largo de 20 años. El proyecto se llevó a cabo con el objetivo de tener un impacto mínimo en la naturaleza. Por ejemplo, no se tala ningún árbol entre abril y junio, el período principal de anidación. Este deseo también se ilustra en la elección inicial de técnicas de tala y escarificación respetuosas con el medio ambiente. Así, el primer deseo era que la tala de árboles se hiciera manualmente, con motosierra, y que los árboles se quitaran con ayuda de caballos, pero esto resultó imposible por falta de tiempo y de personal calificado. Finalmente se decidió utilizar un pequeño vehículo no tripulado para estas dos tareas, como un compromiso entre el plan inicial y las técnicas industriales habituales. Los trabajadores fueron ayudados de alguna manera por la tormenta Erwin, que azotó la región en 2005, derribando casi exclusivamente abetos, aunque en realidad retrasó el proyecto. Para la escarificación del suelo, se planeó utilizar cerdos, pero los dos primeros veranos de pruebas resultaron decepcionantes, tanto en calidad de escarificación como en cantidad. A continuación, se modificó el proyecto y se volvió a utilizar la máquina teledirigida.
Paralelamente, se recolectaron semillas del resto del parque, luego se hicieron germinar en el vivero y, finalmente, se sembraron los árboles jóvenes en disposición aleatoria en las áreas escarificadas. Principalmente fueron los robles los que se reintrodujeron, con el fin de equilibrar el dominio de las hayas en el parque. Por otro lado, en algunas áreas las semillas se sembraron directamente y en otras áreas simplemente se dejan para la regeneración natural. Todas estas áreas se han vallado para evitar que los animales ae coman las semillas o los árboles jóvenes y se ha tenido especial cuidado para evitar que los animales se lastimen. El coste total del proyecto fue de 1 761 086 euros, financiado principalmente por Naturvårdsverket y la Comisión Europea.

## Gestión y administración
Como la mayoría de los parques nacionales de Suecia, la gestión y la administración se dividen entre la Agencia Sueca de Protección del Medio Ambiente ( Naturvårdsverket ) y la Junta de condados (Länsstyrelse). Naturvårdsverket es responsable de la propuesta de nuevos parques nacionales, después de consultar con las juntas directivas del condado y municipales, y la creación está respaldada por votación en el parlamento. A continuación, el estado compra la tierra a través de Naturvårdsverket. La gestión del parque queda entonces principalmente en manos del condado, es decir, el consejo de administración del condado de Skåne para el parque Söderåsen.
Seis personas trabajan a tiempo completo en la gestión del parque, lo que incluye en particular el mantenimiento de senderos y refugios.

## Turismo

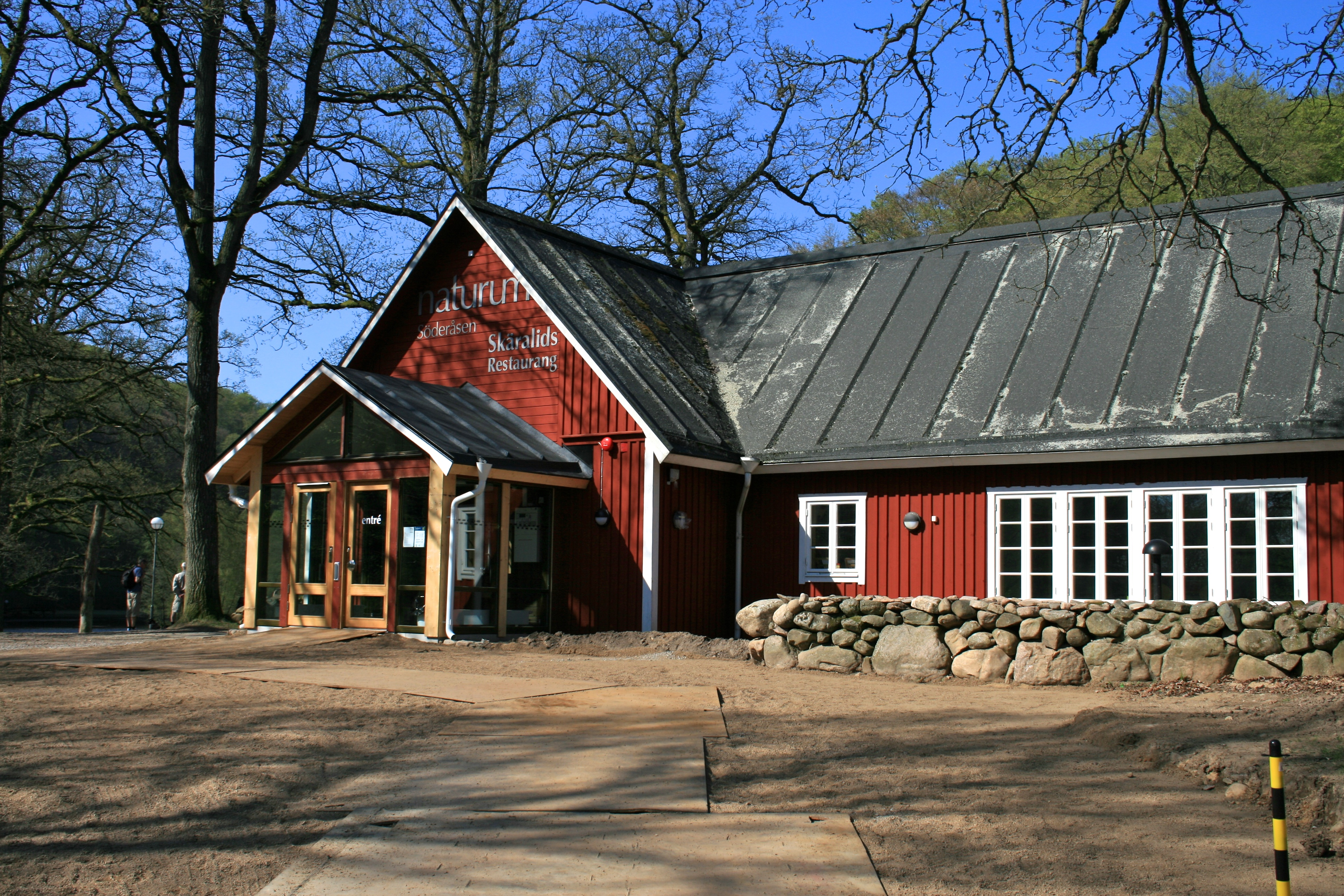
El Naturum (centro de información), ubicado en la entrada principal del parque

Söderåsen se encuentra en la segunda región más densamente poblada de Suecia, cerca de las ciudades de Lund, Helsingborg y Malmö, que se encuentran entre las más importantes del país. Además, la región es principalmente llana y agrícola, por lo que Söderåsen es una de las pocas áreas naturales vírgenes de la región. Como resultado, es muy popular, el número de visitantes ha aumentado aún más desde que el sitio fue clasificado como parque nacional. En 2013, fue uno de los parques nacionales más visitados de Suecia con alrededor de 350 000 visitantes.

### Acceso y alojamiento
El parque es de muy fácil acceso. Su frontera noreste está bordeada por la carretera nacional 13 ( Ystad - Ängelholm ), con estacionamientos gratuitos en las distintas entradas del parque, y el autobús 518 de Skånetrafiken da servicio a las entradas principales del parque.
Los albergues y campamentos juveniles se encuentran en los pueblos de Skäralid y Röstånga, y Röstånga se remonta a 1904. Aunque el parque nacional es relativamente pequeño, tiene tres refugios dentro. Killahuset está cerca de la entrada principal del parque, no lejos del sendero Skåneleden, Liagård está aproximadamente en el centro del parque y Dahlberg está al este en Skåneleden. Los dos últimos son gratuitos.

### Actividades

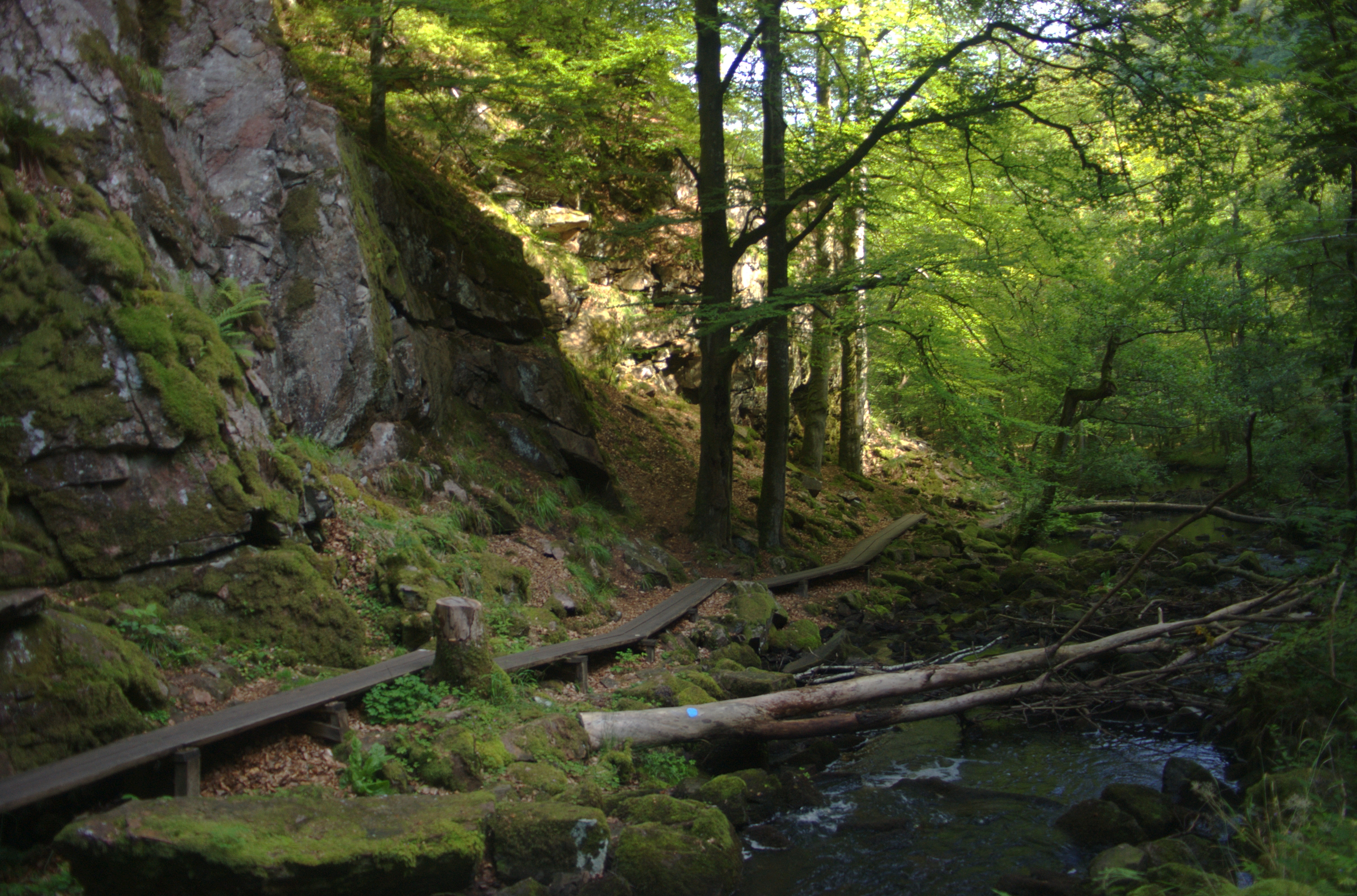
Ruta de senderismo en el parque

A la entrada del parque se encuentra el centro de información (Naturum) del parque, construido en el año 2000, con una exposición sobre el parque y un mostrador de recepción que puede ofrecer consejos de senderismo, por ejemplo. En el edificio también hay un restaurante y una cafetería.
El senderismo es la principal actividad del parque. La mayoría de los 50 km de rutas de senderismo se encuentran en el valle de Skäralid y conducen en particular a los sitios de Kopparhatten y Hjortsprånget, directamente sobre el valle, que ofrecen impresionantes vistas del parque. Existen varios senderos cerca del valle de Nackarpsdalen y el lago Odensjön. La sección de cresta a cresta ( Ås till åsleden ) de la ruta de senderismo de larga distancia Skåneleden atraviesa el parque en toda su longitud. En varios lugares se han facilitado los accesos a personas con movilidad reducida.
La pesca está permitida en el lago Odensjön, previa compra de una licencia de pesca. En el lago también se celebran actuaciones musicales anuales en agosto. La representación tiene lugar en un escenario flotante, mientras que el público utiliza las gradas naturales que forman las paredes del lago.

### Artículos relacionados
- Parques nacionales suecos